# Pseudoxistrella
Pseudoxistrella is een geslacht van rechtvleugeligen uit de familie doornsprinkhanen (Tetrigidae). De wetenschappelijke naam van dit geslacht is voor het eerst geldig gepubliceerd in 1991 door Liang.

## Soorten
Het geslacht Pseudoxistrella omvat de volgende soorten:
- Pseudoxistrella belokobylskii Storozhenko & Omelko, 2012
- Pseudoxistrella eurymera Liang, 1991